# SN 2007S
SN 2007S – supernowa typu Ia odkryta 29 stycznia 2007 roku w galaktyce UGC 5378. W momencie odkrycia miała maksymalną jasność 16,70m.